# Gottolengo
Gottolengo é uma comuna italiana da região da Lombardia, província de Bréscia, com cerca de 4.746 habitantes. Estende-se por uma área de 29 km², tendo uma densidade populacional de 164 hab/km². Faz fronteira com Gambara, Ghedi, Isorella, Leno, Pavone del Mella, Pralboino.

## Demografia
| Variação demográfica do município entre 1861 e 2011                               |
|                                                                                   |
| Fonte: Istituto Nazionale di Statistica (ISTAT) - Elaboração gráfica da Wikipedia |